# Vienna Open 1987
Il Vienna Open 1987, noto anche come Bank Austria Tennis Trophy per motivi di sponsorizzazione, è stato un torneo di tennis giocato sul sintetico indoor della Wiener Stadthalle a Vienna, in Austria. È stata la 13ª edizione del torneo, faceva parte del Nabisco Grand Prix 1987 e si è giocato dal 19 al 26 ottobre 1987.

## Campioni

### Singolare maschile
Jonas Svensson ha battuto in finale  Amos Mansdorf con il punteggio di 1–6, 1–6, 6–2, 6–3, 7–5

### Doppio maschile
Mel Purcell /  Tim Wilkison hanno battuto in finale  Emilio Sánchez /  Javier Sánchez con il punteggio di 6–3, 7–5